# 아이노키역
아이노키역(일본어: 相ノ木駅)은 일본 도야마현 나카니카와군 가미이치정에 위치한 도야마 지방 철도 본선의 철도역이다. 단선 승강장 1면 1선의 구조를 갖춘 지상역이다.

## 역 주변
- 맥도날드
- 호쿠리쿠 자동차도

## 역사
- 1931년 9월 1일 : 도야마 전기 철도의 이즈미역 (현재의 엣추이즈미역) 과 가미이치구치 역 (현재의 가미이치 역) 사이에 교덴역으로서 개업. 현재의 아이노키 역부터 가미이치 역 방향으로 약 700m 위치에 있음.
- 1936년 10월 1일 : 이 날부터 이전에 역명을 아이노키역으로 개칭.

※ 이 날, 도야마 전기 철도의 우오즈역 (현재의 신우오즈 역) - 니시밋카이치 역(현재의 덴테쓰쿠로베 역)이 개통해, 같은 구간에 역명을 가진 교덴 역이 개업.
- 1943년 1월 1일 : 도야마 전기 철도가 도야마 현 내의 철도 회사를 합병해 도야마 지방 철도로 사명을 변경.
- 1944년 5월 18일 : 아이노키 역 폐지.
- 1949년 4월 15일 : 아이노키 역이 현재 위치에서 개업.
  - 더욱이, 이전 전의 아이노키 역과 대부분 같은 위치에는 2013년 12월 26일에 신아이노키 역이 개업.
- 1971년 10월 : 신미야카와 역 등과 함께 회사로부터 폐지 방침이 표시됨. 그 후, 지역의 반발 등에 의해 존속되어 현재에 이름.

## 인접 역
| 도야마 지방 철도 본선        | 도야마 지방 철도 본선 | 도야마 지방 철도 본선        |
| ---------------------------- | --------------------- | ---------------------------- |
| 엣추이즈미 덴테쓰토야마 방면 | ■ 본선                | 신아이노키 우나즈키온센 방면 |